# Expédition 34 (ISS)
Insigne de la mission
Équipage de l'expédition 34
Chronologie
 Expédition 33 Expédition 35 
L'expédition 34 est la trente-quatrième mission à la Station spatiale internationale (ISS), le trente-quatrième roulement de l'équipage permanent de la station. Son lancement a lieu le 18 décembre 2012. Elle fait suite à l'expédition 33 de septembre 2012.

## Équipage
Lors de cette expédition dans l'espace, l'équipage est composé de :
- Kevin A. Ford (NASA), le commandant, qui en est à sa deuxième mission dans l'espace;
- Oleg Novitskiy (RSA), le premier ingénieur de bord, qui en est à sa première mission dans l'espace;
- Evgeny Tarelkin (RSA), le second ingénieur de bord, qui en est à sa première mission dans l'espace;
- Thomas Marshburn (NASA), le troisième ingénieur de bord, qui en est à sa deuxième mission dans l'espace;
- Chris Hadfield (ASC), le quatrième ingénieur de bord, qui en est à sa troisième mission dans l'espace;
- Roman Romanenko (RSA), le cinquième ingénieur de bord, qui en est à sa deuxième mission dans l'espace.

| Position           | Première Partie (novembre 2012)      | Seconde Partie (novembre 2012 à mars 2013) |
| ------------------ | ------------------------------------ | ------------------------------------------ |
| Commandant         | Kevin A. Ford, NASA 2e vol spatial   | Kevin A. Ford, NASA 2e vol spatial         |
| Ingénieur de vol 1 | Oleg Novitskiy, RKA 1er vol spatial  | Oleg Novitskiy, RKA 1er vol spatial        |
| Ingénieur de vol 2 | Evgeny Tarelkin, RKA 1er vol spatial | Evgeny Tarelkin, RKA 1er vol spatial       |
| Ingénieur de vol 3 |                                      | Thomas Marshburn, NASA 2e vol spatial      |
| Ingénieur de vol 4 |                                      | Chris Hadfield, CSA 3e vol spatial         |
| Ingénieur de vol 5 |                                      | Roman Romanenko, RKA 2e vol spatial        |

SourceNASA,